# Laguna FC (Mexique)
Maillots
Club de Fútbol Laguna (aussi connu comme Laguna) était un club de football mexicain professionnel. Le club a joué dans la Primera División de México et était domicilié à Torreón, Coahuila.

## Histoire
Le Club de Fútbol Laguna est fondé en 1953 et entre la même année dans la Segunda División Profesional où il évolue de 1953 à 1967. En 1968, le club est invité en Primera División de México avec Juan Ángel Pérez comme entraîneur. Le club ne peut réellement concurrencer les équipes de sa division mais il permet aux fans de la région de connaître la première division.
Le Club de Fútbol Laguna est vendu en 1978, déménageant à Mexico pour devenir le Club Deportivo Coyotes Neza. En 1988, l'équipe change à nouveau de propriétaire, déménage à Tamaulipas et change encore de nom pour devenir le Correcaminos UAT.

## Statistiques
Statistiques pour la Primera División de México
| PJ  | V   | N   | D   | BP  | BC  | PTS | DIF |
| 381 | 102 | 120 | 159 | 435 | 531 | 324 | -96 |

Statistique pour la Copa Mexico
| PJ | V  | N | D  | BP | BC | Pts | DIF |
| 40 | 15 | 8 | 17 | 48 | 66 | 38  | -18 |

- PJ - Parties jouées
- V - Victoire
- N - Nul
- D - Défaite
- BP - Buts pour
- BC - Buts contre
- Pts - Points
- DIF - Différence de buts

## Palmarès
- Vainqueur de la Segunda División Profesional (1) : 1967-1968
- Finaliste de la Segunda División Profesional (1) : 1966-1967
- Vainqueur de la Copa Mexico de la Segunda División Profesional (1) : 1954-1955
- Finaliste de la Copa Mexico de la Segunda División Profesional (2) : 1955-1956, 1959–1960